# 631

## Esdeveniments
- març - Tarraconense: El duc de Septimània Sisenand, revoltat contra el rei Suintila, travessa els Pirineus amb l'ajut d'un exèrcit de francs de Dagobert I i ocupa gairebé tota la província.
- 26 de març - Toledo (Regne de Toledo): Sisenand és proclamat rei dels visigots. Suintila és empresonat i, més tard, desterrat.
- Saragossa (Tarraconense): Brauli succeeix al seu germà Joan com a bisbe de la ciutat.
- Teodosiòpolis (Armènia): Es reuneix un sínode amb la finalitat de reinsertar l'església armènia a l'ortodòxia grega.